# Polylinker

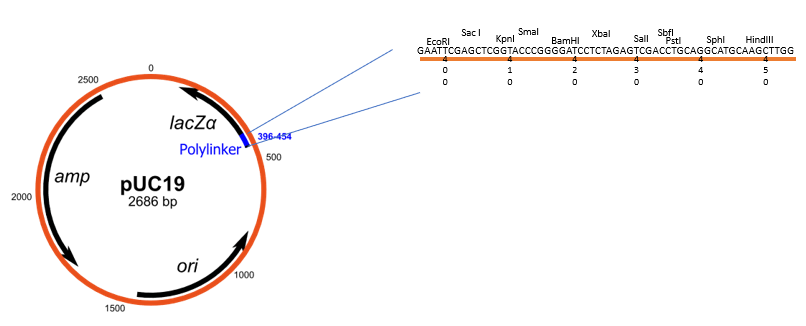
Un pUC19 vecteur de clonage montrant le site de clonage multiple de séquence avec l'enzyme de restriction des sites.

Un site de clonage multiple (MCS ou SCM), également appelé un polylinker, est un court segment de l'ADN , qui contient de nombreux (jusqu'à ~20) sites de restriction - une caractéristique standard de l'ingénierie des plasmides. Les sites de restriction au sein d'un SCM sont généralement uniques, c'est-à-dire qu'ils ne sont présents qu'une fois à l'intérieur d'un plasmide. Le but d'un MCS dans un plasmide est de permettre à un morceau d'ADN de s’y insérer . Un MCS est trouvé dans une variété de vecteurs, y compris les vecteurs de clonage pour augmenter le nombre de copies d'ADN cible, et dans des vecteurs d'expression pour créer un produit de la protéine. Dans des vecteurs d'expression, le MCS est situé en aval du promoteur.

## Comment faire un MCS
Dans certains cas, un vecteur peut ne pas contenir un MCS, dans ce cas, un MCS peut être ajouté à un vecteur, cette même méthode peut être utilisée pour ajouter de nouveaux sites de restriction pour un site de clonage multiple. La première étape est de concevoir des oligonucléotides complémentaires de séquences qui contiennent l'enzyme de restriction sites ainsi que d'autres bases sur la fin qui sont complémentaires du vecteur après digestion. Ensuite, les séquences d'oligonucléotides peuvent se réapparier et être ligaturés dans le vecteur digéré et purifié. Le vecteur digéré est coupé par une enzyme de restriction qui complète l'oligonucléotide. Après la ligature, le vecteur peut être transformé dans des bactéries. Le séquençage permet de vérifier l'insertion.

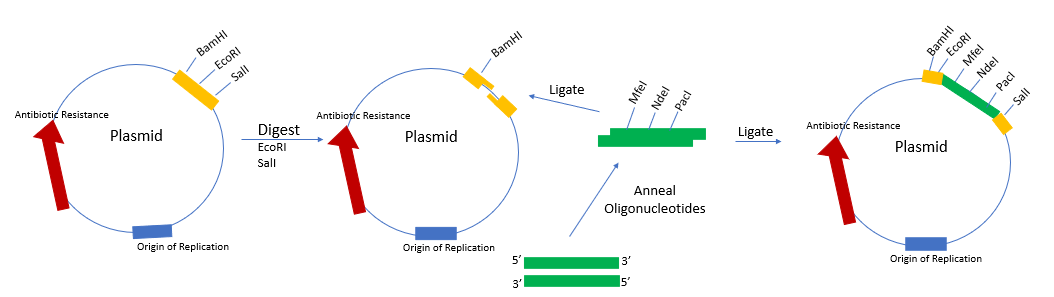
Un diagramme montrant le processus de l'insertion d'un site de clonage multiple dans un vecteur plasmidique.

## Applications
Les sites de clonage multiples sont une fonctionnalité qui permet l'insertion d'ADN étranger sans perturber le reste du plasmide, ce qui le rend extrêmement utile dans la biotechnologie, bio-ingénierie, et de la génétique moléculaire. Un MCS peut aider à faire des organismes transgéniques, plus communément connu comme un organisme génétiquement modifié (OGM) à l'aide du génie génétique. Pour profiter du MCS en matière de génie génétique, un gène d'intérêt doit être ajouté au vecteur au cours de la production lorsque le MCS est coupé ouvert. Lorsque le MCS est généré et ligaturé il contient alors le gène d'intérêt et peut être amplifié pour augmenter le nombre de copies du gène dans une bactérie-hôte. Après multiplication de la bactérie, le gène d'intérêt peut en être extrait. Dans certains cas, un vecteur d'expression peut être utilisé pour produire une protéine. Les produits, une fois purifiés, offrent d'importantes utilisations, telles que la production d'insuline, la création de vaccins, la production d'antibiotiques, et la création de thérapies géniques.

## Exemple
Un plasmide bactérien utilisé dans le génie génétique comme un plasmide vecteur de clonage est pUC18. Son polylinker est composé de plusieurs sites de reconnaissance d'enzymes de restriction, qui ont été conçus dans un seul cluster (le polylinker). Il possède des sites de restriction correspondant à plusieurs enzymes de restriction, telles que EcoRI, BamHI, et PstI. Un autre vecteur utilisé dans le génie génétique est pUC19, qui est similaire à pUC18, mais la zone correspondant au polylinker est inversée. E. coli est aussi couramment utilisé comme hôte bactérien en raison de sa disponibilité, de son rapide taux de croissance, et de sa polyvalence.
Afin d'intégrer génétiquement l'insuline, la première étape consiste à découper le MCS du plasmide utilisé. Une fois que le MCS est découpé, le gène de l'insuline humaine peut s'insérer, aboutissant au plasmide génétiquement modifié. Après cela, le plasmide est inséré dans la bactérie et peut se multiplier. Durant l'expérience les cellules de l'hôte sont mises dans une grande cuve de fermentation correspondant à leur environnement optimal. Le plasmide codera donc la fabrication d'insuline à l'intérieur de la bactérie. Le processus se termine par le filtrage de l'insuline à partir de l'hôte bactérien. L'insuline ainsi purifiée, peut être utilisée à des fins médicales pour traiter les personnes atteintes de diabète.